# Bannisarige, Yelandur
Bannisarige là một làng thuộc tehsil Yelandur, huyện Chamarajanagar, bang Karnataka, Ấn Độ.